# Váradi Szabó János
Váradi Szabó János (Szilvásújfalu, 1783. augusztus 27. – Debrecen, 1864. március 12.) magyar pedagógus, pedagógiai író, salétrom termelés főfelügyelője.
Johann Heinrich Pestalozzi nyomán a köznép nevelésének szükségességéről és a hazai tanítóképzés bevezetésének fontosságáról vallott nézetei úttörő jelentőségűek hazánkban.

## Életpályája
Kiképeztetését Sárospatakon kapta, ahol a gimnáziumi és akadémiai tanfolyamokat tanulta és 1807-ben bevégezte. Vay Miklós báró tábornok gyermekei mellé nevelőnek ment, majd 1807 őszétől Heidelbergben folytatott egyetemi tanulmányokat. 1810-ben Pestalozzi yverdoni intézetében hónapokon át tanulmányozta az ottani tanítási módszereket. 1811-ben tért vissza hazájába, ezután levelezés útján tartotta a kapcsolatot mesterével. Magyarországra hívta Egger Vilmost, Pestalozzi tanítványát, akivel Yverdonban ismerkedett meg. Ezután nevelőként működött, tanítványai számára maga dolgozta ki Pestalozzi elvei szerint az egyes tárgyak vezérfonalait. 1816-ban tanítványait a felsőbb tudományok hallgatása végett Pestre vitte. 1822-ben az ifjú Vayak bevégezték az egyetemi pályát és nevelőjükkel Magyar- és Lengyelországban utazgattak, két évet pedig a bécsi polytechnikumon töltöttek. 1824-ben Vay tábornok halálával Váradi Szabó megvált növendékeitől (Vay Miklós és Lajos báróktól) és 1826-ban Bártfai Szabó Erzsébetet feleségül vette. 1830-ban Debrecenben nyert alkalmazást mint a császári és királyi salétromgyár felügyelője; a lentzburgi tudós-társaságnak is tagja volt. A debreceni főiskola pedagógiai tanszékére szóló meghívást nem fogadta el.
Pedagógiai írásaiban kifejtette neveléselméleti nézeteit, a köznép gyermekeinek iskoláztatását sürgette, s a hazai rendszeres tanítóképzés bevezetését. 1817-ben írt munkája, amelyet elsősorban Pestalozzi és Tessedik Sámuel pedagógiai gondolkodásának hatása alatt írt, vitát váltott ki az 1817-ben induló Tudományos Gyűjteményben. Folnesics Lajos Észrevételek a Pestalozzizmus ellen címen írt támadó cikket, viszont e cikkre válaszul Schedius Lajos, a pesti egyetem tanára védelmébe vette a svájci nevelőt és tanítványát Váradi Szabó Jánost.

## Művei
- Descriptio persici imperii ex Strabonis tum ex aliorum auctorum cum illo comparatorum fide composita. Heidelbergae, 1810.
- A hazabeli kisebb oskoláknak jobb lábra állításokról, nevezetesen hogy kellene azokat a szorgalom (industrialis) oskolákkal egybe-kötni. Különös tekintettel a protestánsok oskoláira készítette. Pest, 1817.